# Танып-Чишма
Таны́п-Чишма (баш. Танып-Шишмә) — деревня в Татышлинском районе Республики Башкортостан Российской Федерации. Входит в состав Нижнебалтачевского сельсовета. 

## География

### Географическое положение
Расстояние до:
- районного центра (Верхние Татышлы): 36 км,
- центра сельсовета (Нижнебалтачево): 13 км,
- ближайшей ж/д станции (Чернушка): 25 км.

## Население
| 2002 | 2009 | 2010 |
| ---- | ---- | ---- |
| 15   | ↗16  | ↗18  |

Национальный состав
Согласно переписи 2002 года, преобладающие национальности — башкиры (60 %), удмурты (40 %).